# Olympische Sommerspiele 1928/Leichtathletik – Stabhochsprung (Männer)
Der Stabhochsprung der Männer bei den Olympischen Spielen 1928 in Amsterdam wurde am 1. August 1928 im Olympiastadion Amsterdam ausgetragen. Zwanzig Athleten nahmen teil.
Im Stabhochsprung gab es einen dreifachen Triumph der US-Athleten. Sabin Carr siegte vor William Droegemueller und Charles McGinnis.

## Rekorde

### Bestehende Rekorde
| Weltrekord         | 4,30 m | Lee Barnes ( USA) | Fresno, USA                  | 28. April 1928  |
| Olympischer Rekord | 4,09 m | Frank Foss ( USA) | Finale OS Antwerpen, Belgien | 20. August 1920 |

### Rekordverbesserung
Der US-amerikanische Olympiasieger Sabin Carr verbesserte den bestehenden olympischen Rekord im Finale am 1. August um elf Zentimeter auf 4,20 m. Seinen eigenen Weltrekord verfehlte er dabei um zehn Zentimeter.

## Durchführung des Wettbewerbs
Am 1. August wurde eine Qualifikationsrunde in zwei Gruppen ausgetragen. Die Qualifikationshöhe betrug 3,66 Meter. Das Finale für neun qualifizierte Springer – hellblau unterlegt – fand am selben Tag statt.

## Qualifikation
Datum: 1. August 1928

### Gruppe 1
| Platz | Name                  | Nation         | Höhe   | Anmerkung |
| ----- | --------------------- | -------------- | ------ | --------- |
| 1     | Lee Barnes            | USA            | 3,66 m |           |
| 1     | William Droegemueller | USA            | 3,66 m |           |
| 1     | János Karlovits       | Ungarn         | 3,66 m |           |
| 1     | Nakazawa Yonetarō     | Japan          | 3,66 m |           |
| 5     | Laurence Bond         | Großbritannien | 3,50 m |           |
| 5     | Aksel Nikolajsen      | Dänemark       | 3,50 m |           |
| 7     | Stelios Benardis      | Griechenland   | 3,30 m |           |
| 7     | Gérard Noël           | Belgien        | 3,30 m |           |
| 7     | Age van der Zee       | Niederlande    | 3,30 m |           |
| NM    | René Joannes-Powell   | Belgien        | ogV    |           |

### Gruppe 2

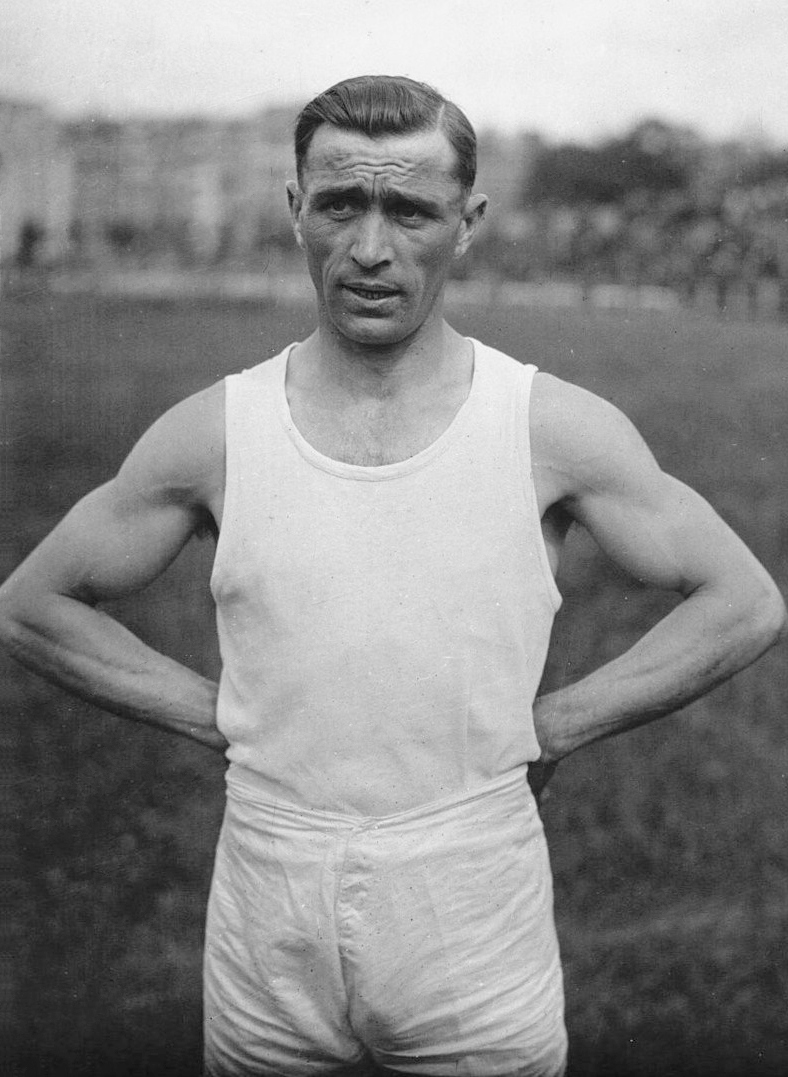
Pierre Ramadier blieb in Qualifikationsgruppe zwei ohne gültigen Versuch

| Platz | Name                | Nation          | Höhe   | Anmerkung |
| ----- | ------------------- | --------------- | ------ | --------- |
| 1     | Sabin Carr          | USA             | 3,66 m |           |
| 1     | Henry Lindblad      | Schweden        | 3,66 m |           |
| 1     | Charles McGinnis    | USA             | 3,66 m |           |
| 1     | Julius Müller       | Deutsches Reich | 3,66 m |           |
| 1     | Victor Pickard      | Kanada          | 3,66 m |           |
| 6     | José Culí           | Spanien         | 3,50 m |           |
| 6     | Maurice Henrijean   | Belgien         | 3,50 m |           |
| NM    | Argyris Karagiannis | Griechenland    | ogV    |           |
| NM    | Pierre Ramadier     | Frankreich      | ogV    |           |
| NM    | Robert Vintousky    | Frankreich      | ogV    |           |

## Finale
Datum: 1. August 1928
| Platz | Name                  | Nation          | Höhe   | Anmerkung                             |
| ----- | --------------------- | --------------- | ------ | ------------------------------------- |
| 1     | Sabin Carr            | USA             | 4,20 m | OR                                    |
| 2     | William Droegemueller | USA             | 4,10 m |                                       |
| 3     | Charles McGinnis      | USA             | 3,95 m | nach Stechen mit Pickard und Barnes   |
| 4     | Victor Pickard        | Kanada          | 3,95 m | nach Stechen mit McGinnis und Barnes  |
| 5     | Lee Barnes            | USA             | 3,95 m | nach Stechen mit McGinnis und Pickard |
| 6     | Nakazawa Yonetarō     | Japan           | 3,90 m |                                       |
| 7     | Henry Lindblad        | Schweden        | 3,90 m |                                       |
| 8     | János Karlovits       | Ungarn          | 3,80 m |                                       |
| 9     | Julius Müller         | Deutsches Reich | 3,65 m |                                       |

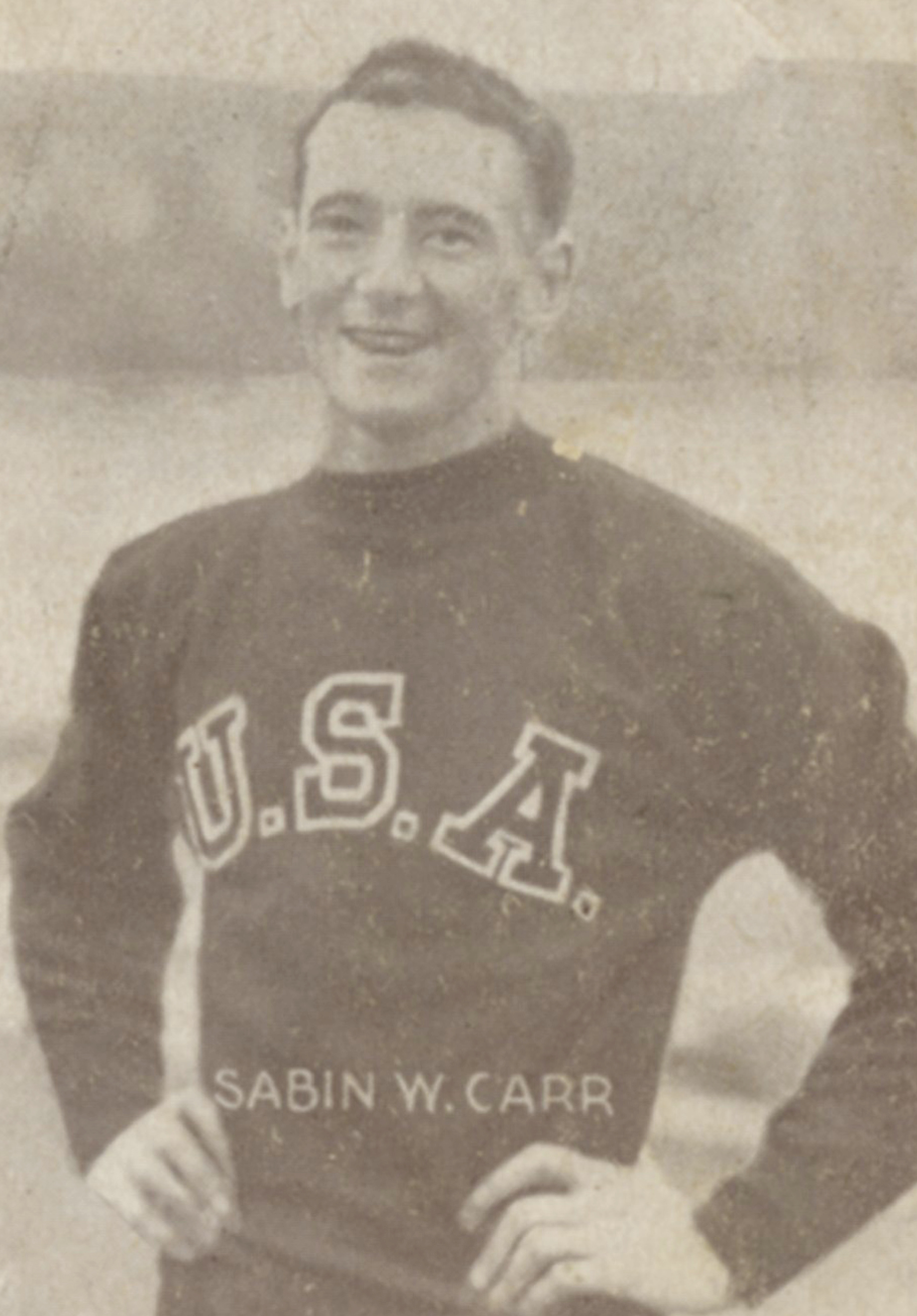
Olympiasieger Sabin Carr – hier auf einer norwegischen Sammelkarte

Nachdem neun Springer die Qualifikationshöhe geschafft hatten, ging man von einem Duell aus zwischen den beiden US-Amerikanern Lee Barnes, der als Olympiasieger von 1924 in Paris und als Weltrekordler mit 4,30 m in den Wettkampf ging, und Sabin Carr, der in der Halle auch schon 4,29 m erreicht hatte. In strömendem Regen überquerten fünf Springer 3,95 m, die vier Jahre zuvor zum Olympiasieg gereicht hatten. Dies führte zu einem Stechen um die Bronzemedaille zwischen Barnes, seinem Landsmann Charles McGinnis und dem Kanadier Victor Pickard. McGinnis errang schließlich diese Bronzemedaille, Pickard wurde Vierter, Barnes Fünfter. Sabin Carr erfüllte die Erwartungen und wurde mit dem neuen olympischen Rekord von 4,20 m Olympiasieger vor seinem Landsmann William Droegemueller, der starke 4,10 m meisterte.
Sabin Carrs Sieg brachte die neunte Goldmedaille eines US-Springers im achten olympischen Stabhochsprungfinale – 1908 hatte es zwei Goldmedaillen für US-Springer gegeben.
Zugleich war es der fünfte US-Doppelsieg und der zweite Dreifacherfolg in Folge.

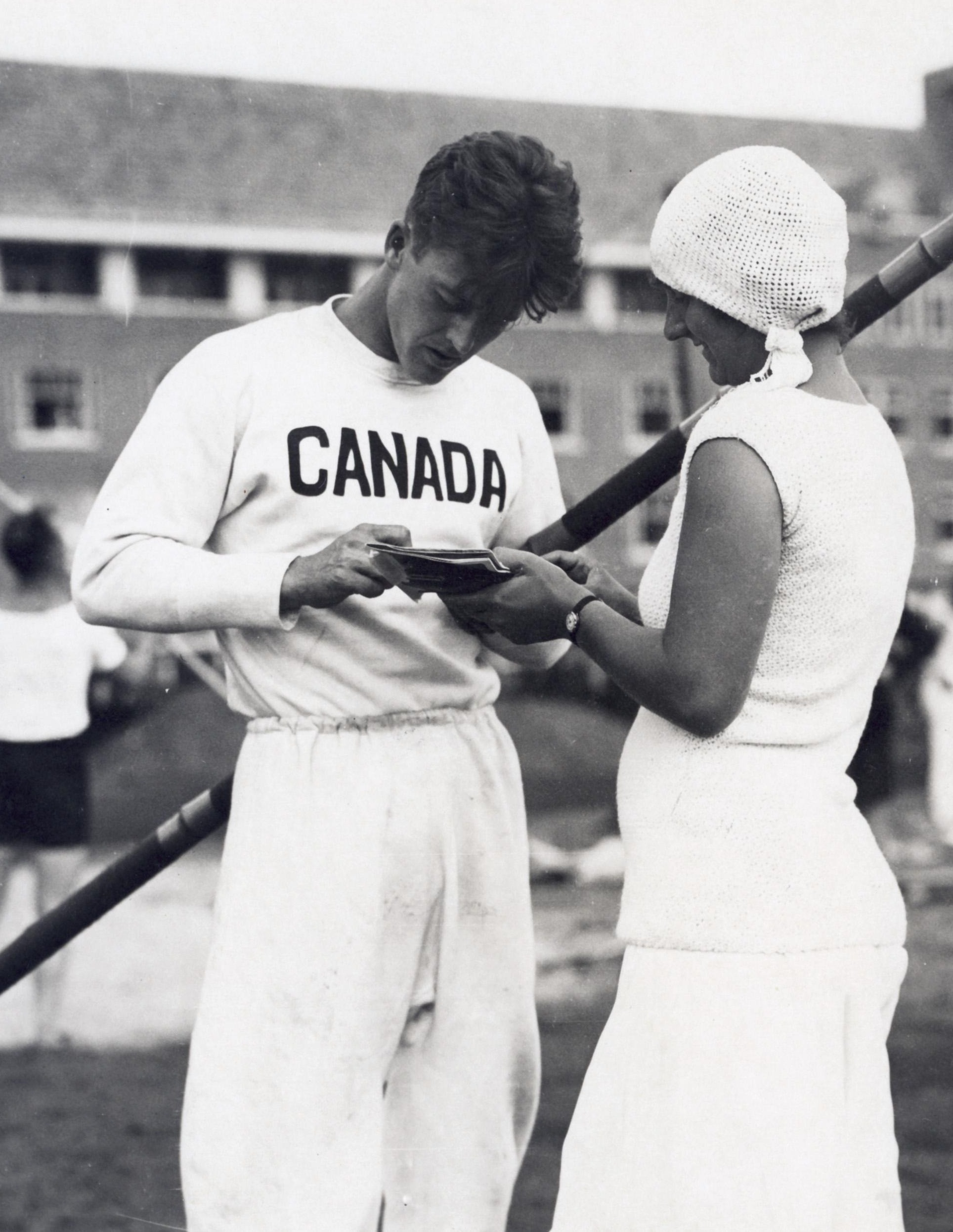
Victor Pickard belegte nach Stechen Rang vier
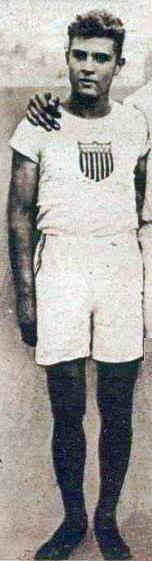
Lee Barnes, Olympiasieger von 1924, musste sich hier mit Rang fünf begnügen
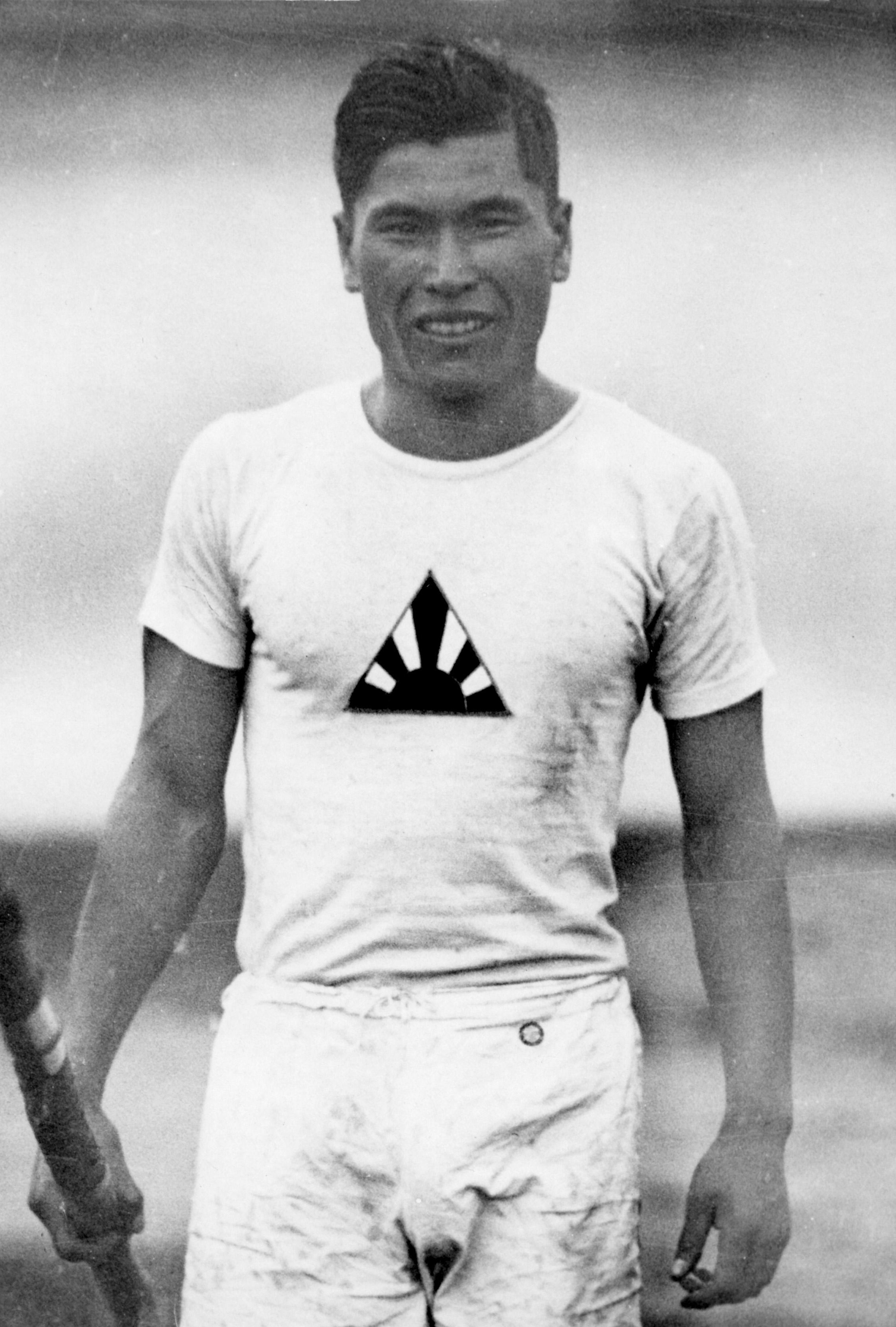
Nakazawa Yonetarō erreichte Platz sechs

## Videolinks
- Amsterdam 1928 osa 3, Bereich 5:40 min bis 7:30 min, veröffentlicht am 28. Mai 2009 auf youtube.com, abgerufen am 14. September 2017
- Many Debuts At The Amsterdam Games - Amsterdam 1928 Olympics, youtube.com, Bereich: 1:18 min bis 1:23 min, abgerufen am 21. Juni 2021